# 普罗米亚讷
普罗米亚讷（法語：Promilhanes，法語發音：[pʁɔmijan]）是法国洛特省的一个市镇，属于卡奥尔区。

## 地理
普罗米亚讷（44°22'33"N, 1°48'56"E）面积14.55 平方千米，位于法国奧克西塔尼大區洛特省，该省份为法国西南部内陆省份，北起顺时针与科雷兹省、康塔爾省、阿韦龙省、塔恩-加龙省、洛特-加龍省和多尔多涅省接壤。
与普罗米亚讷接壤的市镇（或旧市镇、城区）包括：拉拉米耶尔、凯尔西地区利莫涅、皮茹尔德、维达亚克。

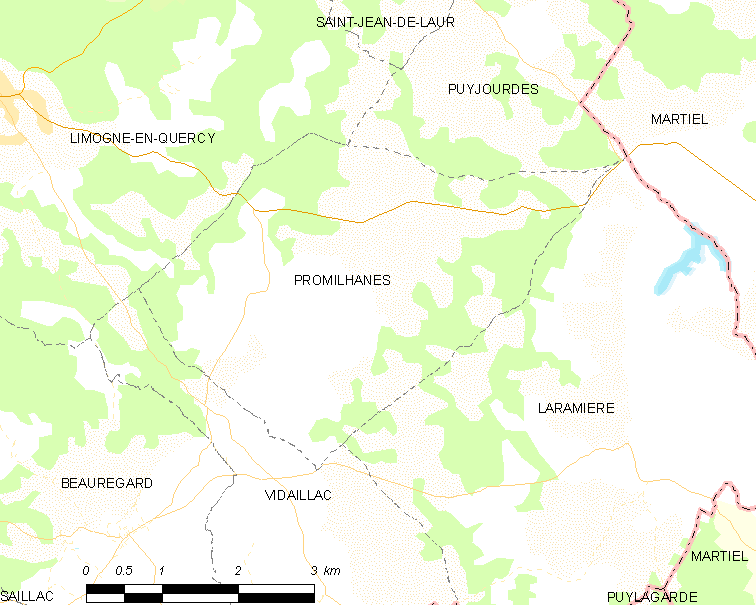
普罗米亚讷的OSM定位图

普罗米亚讷的时区为UTC+01:00、UTC+02:00（夏令时）。

## 行政
普罗米亚讷的邮政编码为46260，INSEE市镇编码为46227。

## 政治
普罗米亚讷所属的省级选区为南凯尔西边区县。

## 人口

1962-2008年间普罗米亚讷人口变化图示

普罗米亚讷于2022年1月1日时的人口数量为229人。